# راکاوی بیچ (کوئینز)
راکاوِی بیچ (به انگلیسی: Rockaway Beach) یک منطقهٔ مسکونی در ایالات متحده آمریکا است که در کویینز واقع شده‌است. راکاوی بیچ ۱۳٬۴۴۹ نفر جمعیت دارد.